# Lijst van parochies in het bisdom Kopenhagen
Deze pagina bevat een overzicht van parochies in het bisdom Kopenhagen (evangelisch-luthers) in Denemarken. (hieronder 108 parochies)

## A
- Aaker (parochie)
- Aalholm (parochie)
- Absalons (parochie)
- Advent (parochie)
- Aldersro (parochie)
- Allehelgens (parochie)
- Allinge-Sandvig (parochie)
- Anna (parochie)
- Ansgar (parochie)
- Apostelkirkens (parochie)

## B
- Bellahøj (parochie)
- Bethlehem (parochie)
- Bispebjerg (parochie)
- Blågårdens (parochie)
- Bodilsker (parochie)
- Brønshøj (parochie)

## C
- Christians (parochie, Kopenhagen)
- Christiansø (parochie)

## D
- Davids (parochie)
- De Gamles Bys (parochie)
- Dragør (parochie)

## E
- Elias (parochie)
- Emdrup (parochie)
- Enghave (parochie)

## F
- Filips (parochie)
- Flintholm (parochie)
- Fredens-Nazaret (parochie)
- Frederiks (parochie, Københavns)
- Frederiksberg (parochie)
- Frederiksberg Slotssogn
- Frihavns (parochie)

## G
- Garnisons (parochie)
- Gethsemane (parochie)
- Godthaabs (parochie)
- Grøndals (parochie)
- Gudhjem (parochie)

## H
- Hans Egedes (parochie, Københavns)
- Hasle (parochie, Bornholm)
- Helligånds (parochie, Københavns)
- Højdevangs (parochie)
- Holmens (parochie)
- Husum (parochie)
- Husumvold (parochie)
- Hyltebjerg (parochie)

## I
- Ibsker (parochie)
- Islands Brygges (parochie)

## J
- Johannes Døbers (parochie)

## K
- Kapernaums (parochie)
- Kastels (parochie)
- Kastrup (parochie, Tårnby)
- Kildevælds (parochie)
- Kingos (parochie)
- Klemensker (parochie)
- Knudsker (parochie)
- Korsvejens (parochie)
- Kristkirkens (parochie, Københavns)

## L
- Lindevang (parochie)
- Lundehus (parochie)

## M
- Margrethe (parochie, Kopenhagen)
- Maria (parochie)
- Mariendals (parochie)

## N
- Nathanaels (parochie)
- Nexø (parochie)
- Nyker (parochie)
- Nylarsker (parochie)

## O
- Olsker (parochie)
- Østerlarsker (parochie)
- Østermarie (parochie)
- Østervold (parochie)

## P
- Pedersker (parochie)
- Poulsker (parochie)

## R
- Rø (parochie)
- Rønne (parochie)
- Rosenvænget (parochie)
- Rutsker (parochie)

## S
- Samuels (parochie)
- Sankt Andreas (parochie, Kopenhagen)
- Sankt Jakobs (parochie)
- Sankt Johannes (parochie, Københavns)
- Sankt Lukas (parochie, Frederiksberg)
- Sankt Markus (parochie, Frederiksberg)
- Sankt Matthæus (parochie)
- Sankt Pauls (parochie, Københavns)
- Sankt Stefans (parochie)
- Sankt Thomas (parochie)
- Simeons (parochie)
- Simon Peters (parochie, Københavns)
- Sions (parochie)
- Skelgårds (parochie)
- Solbjerg (parochie, Frederiksberg)
- Solvang (parochie)
- Store Magleby (parochie)
- Sundby (parochie, Københavns)
- Sundkirkens (parochie)
- Svaneke (parochie)
- Sydhavn (parochie)

## T
- Tagensbo (parochie)
- Tårnby (parochie, Tårnby)
- Timotheus (parochie)
- Tingbjerg (parochie)
- Trinitatis (parochie, Københavns)

## U
- Utterslev (parochie, Kopenhagen)

## V
- Valby (parochie, Kopenhagen)
- Vanløse (parochie)
- Vestermarie (parochie)
- Vigerslev (parochie, Københavns)
- Vor Frelsers (parochie, Københavns)
- Vor Frue (parochie, Københavns)